# 이토 신고
이토 신고(일본어: 伊東 真吾, 1979년 4월 28일 ~ )는 일본의 전 축구 선수이다.

## 구단 경력
과거 가와사키 프론탈레, 오미야 아르디자, 몬테디오 야마가타에서 활동하였다.